# Liste der Kulturdenkmäler in Kelberg
In der Liste der Kulturdenkmäler in Kelberg sind alle Kulturdenkmäler der rheinland-pfälzischen Ortsgemeinde Kelberg einschließlich der Ortsteile Hünerbach, Köttelbach, Meisenthal, Rothenbach und Zermüllen aufgeführt. Grundlage ist die Denkmalliste des Landes Rheinland-Pfalz (Stand: 17. Juli 2023).

## Einzeldenkmäler
| Bezeichnung                                         | Lage                                                                                        | Baujahr                           | Beschreibung | Bild                           |
| --------------------------------------------------- | ------------------------------------------------------------------------------------------- | --------------------------------- | --- | ------------------------------ |
| Wegekreuz                                           | Kelberg, Bergstraße, Ecke In der Holl Lage                                                  | 1781                              | Balkenkreuz, Basalt, bezeichnet 1781 | Fotos hochladen                |
| Hofanlage                                           | Kelberg, Bergstraße 3 Lage                                                                  | 18. Jahrhundert                   | Fachwerkhaus, teilweise massiv, rückwärtig Wirtschaftsgebäude, 18. Jahrhundert, jüngerer Trakt | Fotos hochladen                |
| Wohnhaus                                            | Kelberg, Bergstraße 5 Lage                                                                  | 18. Jahrhundert                   | Wohnhaus eines Winkelhofs, Fachwerkhaus, teilweise massiv, 18. Jahrhundert | Fotos hochladen                |
| Pfarrhaus                                           | Kelberg, Blankenheimer Straße 4 Lage                                                        | 1806                              | altes Pfarrhaus St. Josef; stattliches Fachwerkhaus, teilweise massiv, Krüppelwalmdach, bezeichnet 1806 | Fotos hochladen                |
| Wohnhaus                                            | Kelberg, Bonner Straße 8 Lage                                                               | 17. oder 18. Jahrhundert          | Fachwerkhaus, teilweise massiv oder verschiefert, 17. oder 18. Jahrhundert | Fotos hochladen                |
| Wohnhaus                                            | Kelberg, Bonner Straße 12/14 Lage                                                           | 1849                              | Fachwerkhaus, teilweise massiv, bezeichnet 1849, teilweise Zierfachwerk, 17. oder 18. Jahrhundert | Fotos hochladen                |
| Heiligenhäuschen                                    | Kelberg, Johannespesch, bei Nr. 18 Lage                                                     |                                   | Unterbau in Back- und Bruchstein, barockes Nischengehäuse aus Rotsandstein | Fotos hochladen                |
| Katholische Pfarrkirche St. Vincentius und Nikolaus | Kelberg, Kirchweg Lage                                                                      |                                   | romanischer Westturm, barock verändert, neugotische Halle, 1912/13; Schaftkreuz, Basalt, bezeichnet 1660; weiteres Schaftkreuz, Basalt, bezeichnet 1660; sogenanntes Christustempelchen, Baldachinbau, bezeichnet 1708 | weitere Bilder Fotos hochladen |
| Villa                                               | Kelberg, Mayener Straße 2 Lage                                                              | um 1920                           | Villa, um 1920 | BW                             |
| Wallfahrtskapelle zur Schmerzhaften Muttergottes    | Kelberg, östlich des Ortes auf dem Schwarzenberg Lage                                       |                                   | auch Schwarzenbergkapelle; kleiner Saalbau, ursprünglich spätgotisch, 1719 erweitert; 14 neugotische Stationsbilder, Sandsteinreliefs, bezeichnet 1869                                                                 | weitere Bilder Fotos hochladen |
| Wegekreuz                                           | Kelberg, östlich des Ortes auf dem Schwarzenberg Lage                                       | 1758                              | Schaftkreuz, Basalt, bezeichnet 1785 | Fotos hochladen                |
| Wegekreuz                                           | Kelberg, südlich des Ortes im Wald Lage                                                     | 17. Jahrhundert                   | Balkenkreuz, Basalt, 17. Jahrhundert | Fotos hochladen                |
| Wegekreuz                                           | Kelberg, südwestlich des Ortes beim Aussiedlerhof Lage                                      | 17. oder 18. Jahrhundert          | Schaftkreuz, Basalt, 17. oder 18. Jahrhundert | Fotos hochladen                |
| Katholische Filialkirche Maria Magdalena            | Hünerbach, An der Kapelle 2 Lage                                                            | 1926                              | dreiachsiger Saalbau, bezeichnet 1926 | weitere Bilder Fotos hochladen |
| Wegekreuz                                           | Hünerbach, nordwestlich des Ortes am Schwarzenberg; Distrikt Auf dem Donnerschlagsheck Lage | 1954                              | Basaltkreuz, 1954 | BW                             |
| Atelierhaus                                         | Hünerbach, östlich des Ortes (Auf der Schildwacht) Lage                                     | 1930                              | Atelierhaus, 1930, Architekt Hans Schwippert | BW                             |
| Heiligenhäuschen                                    | Hünerbach, südwestlich des Ortes an der B 410 Lage                                          | 18. Jahrhundert                   | Muschelnische mit Pietàrelief, wohl aus dem 18. Jahrhundert | BW                             |
| Katholische Filialkirche St. Matthias               | Köttelbach, Zum Hochkelberg 22 Lage                                                         | 1751                              | dreiachsiger Saalbau, bezeichnet 1751; Gesamtanlage mit Kirchhof und Umfriedungsmauer | weitere Bilder Fotos hochladen |
| Hofanlage                                           | Köttelbach, Zum Hochkelberg 33 Lage                                                         | 19. Jahrhundert                   | Zweiseithof; Fachwerkbau, teilweise massiv, 19. Jahrhundert (angeblich von 1833), Wirtschaftsgebäude | BW                             |
| Katholische Kapelle St. Antonius                    | Meisenthal, Auf dem Franzen 6 Lage                                                          | 1708                              | kleiner Saalbau, 1708 | weitere Bilder Fotos hochladen |
| Pfarrhaus                                           | Meisenthal, Auf dem Franzen 8 Lage                                                          | erste Hälfte des 19. Jahrhunderts | ehemaliges Pfarrhaus; Fachwerkbau, teilweise verschiefert, erste Hälfte des 19. Jahrhunderts | Fotos hochladen                |
| Wegekreuz                                           | Meisenthal, Auf dem Franzen, Ecke Berggasse Lage                                            | 1738                              | Schaftkreuz, bezeichnet 1738 | BW                             |
| Wohnhaus                                            | Meisenthal, Mühlenweg 1 Lage                                                                | 18. oder 19. Jahrhundert          | eineinhalbgeschossiges Fachwerkhaus, 18. oder 19. Jahrhundert | BW                             |
| Wohnhaus                                            | Rothenbach, Alte Poststraße 10 Lage                                                         | 19. Jahrhundert                   | Fachwerkhaus, teilweise verschiefert, 19. Jahrhundert | BW                             |
| Katholische Kirche Mariä Himmelfahrt                | Rothenbach, Kapellenweg 1 Lage                                                              | 1946                              | dreiachsiger Bruchsteinsaal, 1946 | weitere Bilder Fotos hochladen |
| Wohnhaus                                            | Rothenbach, Talstraße 4 Lage                                                                | 17. oder 18. Jahrhundert          | Fachwerkhaus, teilweise massiv, 17. oder 18. Jahrhundert | BW                             |
| Wohnhaus                                            | Rothenbach, Talstraße 8 Lage                                                                | 18. Jahrhundert                   | eineinhalbgeschossiges Fachwerkhaus, teilweise massiv, im Kern wohl aus dem 18. Jahrhundert, im späten 19. Jahrhundert verändert und erhöht                                                                            | BW                             |
| Heiligenhäuschen                                    | Zermüllen, Hauptstraße, gegenüber Nr. 23 Lage                                               | 18. Jahrhundert                   | Heiligenhäuschen, barock, 18. Jahrhundert | Fotos hochladen                |
| Wegekreuz                                           | Zermüllen, südöstlich des Ortes Lage                                                        |                                   | Wegekreuz | Fotos hochladen                |